# Ferrovia di Matosinhos
La ferrovia di Matosinhos, in origine detta Ramal de Leixões o Linha de Leça, era una ferrovia a scartamento metrico del Portogallo che collegava Senhora da Hora, sulla ferrovia della Póvoa, al porto di Leixões. Fu aperta all'esercizio il 6 maggio 1893 sostituendo la vecchia "Linha de São Gens", del 1884, che collegava le "Pedreiras de São Gens" al porto di Leixões.

## Storia

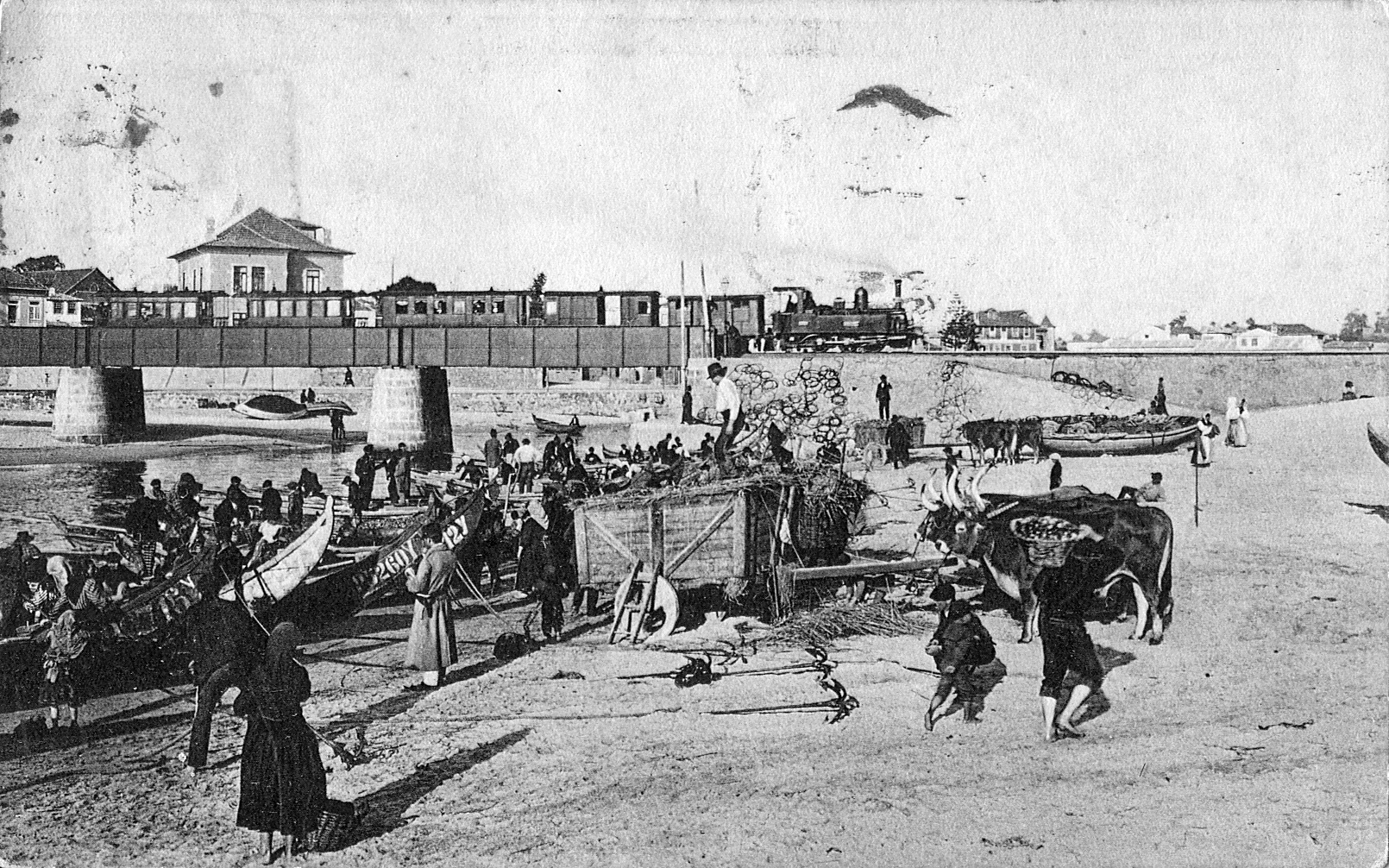
Treno in transito sul viadotto in ferro nei pressi del porto di Leixoes

### Antica Linha de São Gens
La ferrovia di Matosinhos nacque dall'adattamento di una ferrovia di servizio precedente, la "Linha de São Gens". Tale linea nacque in seguito alla necessità di pietra da costruzione per la realizzazione dei moli del porto di Leixões; l'esaurimento delle cave di Aguiar portò alla necessità di estrarla da quelle di São Gens. La società Dauderni & Duparchy, che aveva l'appalto della costruzione dei moli portuali, costruì nel 1884 la ferrovia a scartamento ridotto 900 mm, per conto della Companhia das Docas do Porto.

### Nasce la "Matosinhos"
Nel 1892, terminati i lavori del porto de Leixões la ferrovia aveva esaurito il suo scopo ma la popolazione del Matosinhos ne richiese il mantenimento adattandola al trasporto di viaggiatori e merci fino alla stazione di Senhora da Hora, che permetteva l'accesso ai treni della "Linha da Póvoa".
A tale scopo venne concessa una licenza alla Companhia do Caminho de Ferro do Porto à Póvoa e Famalicão 
Nel 1892 una commissione esaminò se ci fossero le condizioni necessarie all'esercizio. Il 6 maggio 1893 fu autorizzato il servizio passeggeri e successivamente quello di merci. Nel 1894 la Companhia do Porto à Póvoa e Famalicão fu autorizzata a costruire una stazione e uno scalo merci marittimo nel porto di Leixões.
Il 28 marzo 1895 le installazioni portuali e ferroviarie del "Ramal de Leixões" vennero assunte in gestione dallo Stato, mantenendo tuttavia gli accordi precedenti con la Compagnia della Póvoa. Nel 1897 l'ingegnere Justino Teixeira elaborò un progetto per una ferrovia di collegamento tra le linee del Minho e del porto di Leixões; un altro progetto venne approntato dalla commissione tecnica del "Plano da Rede Complementar ao Norte do Mondego" con passaggio da Senhora da Hora. Alla connessione esistente a nord se ne aggiunse una a sud per permettere un servizio diretto tra la stazione di Porto Boavista e Matosinhos.

### Passaggio alla Companhia do Norte e cambio di scartamento
Il 14 gennaio 1927 la Companhia do Porto à Póvoa e Famalicão si fuse con la Companhia do Caminho de Ferro de Guimarães formando la Companhia dos Caminhos de Ferro do Norte de Portugal che, dall'8 agosto 1927, assunse la gestione della ferrovia in accordo con la "Junta Autónoma do Porto de Leixões. La Companhia do Norte, tra le condizioni firmate, aveva il compito di cambiare lo scartamento da de 900 a 1000 mm.

### Chiusura
Il 30 giugno 1965 la ferrovia di Matosinhos venne chiusa al traffico viaggiatori; i treni vennero sostituiti da autoservizio.

### Vestigia
Della vecchia linea rimangono poche vestigia. Parte del sedime è stato riutilizzato per la costruzione della linea A del Metro do Porto, detta anche "Linha de Matosinhos" inaugurata il 7 dicembre 2002 e prolungata nel 2004.

## Caratteristiche
|  | Unknown route-map component "exKDSTa" |

| Unknown route-map component "exCONTg" | Unknown route-map component "exSTR" |  |

| Unknown route-map component "exSTR" | Unknown route-map component "exSTR" | Unknown route-map component "uCONTg" |

| Unknown route-map component "exSTRlg+lf" + Unknown route-map component "uCONTg@Gq" + Unknown route-map component "ulv-HST" | Unknown route-map component "exBHFSPLeq" + Unknown route-map component "exABZg+l" + Unknown route-map component "ex-STR+r" + Urban transverse track | Unknown route-map component "exSTR+r" + Unknown route-map component "uSTRr" |

| Unknown route-map component "exCONTf" | Unknown route-map component "exSTR" | Unknown route-map component "exSTR" |

|  | Unknown route-map component "exSTR" | Unknown route-map component "exCONTf" |

| Unknown route-map component "uCONTgq" | Unknown route-map component "xmABZg+r" |  |

| Urban stop on track |

| Unknown route-map component "exHST" + Urban straight track |

| Unknown route-map component "uCONTg@Gq" + Unknown route-map component "ulv-HST" | Unknown route-map component "xmABZgr" |  |

| Unknown route-map component "exHST" |

| Unknown route-map component "exHST" |

| Unknown route-map component "exHST" |

|  | Unknown route-map component "exABZgl" | Unknown route-map component "exENDEeq" |

|  | Unknown route-map component "exBHF" |

| Unknown route-map component "CONT2" | Unknown route-map component "exABZ23" + Unknown route-map component "STRc3" | Unknown route-map component "exSTRc3" |

| Unknown route-map component "exSTR+1" + Unknown route-map component "STRc1" | Unknown route-map component "STR+4" + Unknown route-map component "exSTRc1" | Unknown route-map component "exSTR+4" |

| Unknown route-map component "exhKRZWae" | Unknown route-map component "LSTR" | Unknown route-map component "exSTR" |

| Unknown route-map component "exKBHFe" | Unknown route-map component "LSTR" | Unknown route-map component "exSTR" |

|  | Unknown route-map component "LCONTf" + Unknown route-map component "lDST" | Unknown route-map component "exKDSTe" |

La precedente Linha de São Gens iniziava dalle cave omonime incrociando ad angolo retto la ferrovia della Póvoa a Senhora da Hora e proseguendo fino al porto. Una connessione, lato Nord, nella stazione di Senhora da Hora collegava le due ferrovie. La linea di Leixões che l'ha sostituita ha mantenuto solo il tratto Matosinhos-Senhora da Hora.
La ferrovia di Matosinhos fu fatta iniziare dalla stazione di Senhora da Hora terminando nel Porto di Leixões con un percorso di 5700 m; un raccordo fino a Leça da Palmeira riforniva il nuovo porto artificiale di Leixões.

### Esercizio
Fino all'inaugurazione della ferrovia di Leixões (nel 1938) la ferrovia ebbe notevole importanza per il trasporto merci soprattutto per la regione del Minho attraverso la ferrovia della Póvoa e la ferrovia di Guimarães
Un servizio passeggeri era svolto in connessione con la ferrovia della Póvoa sul percorso Matosinhos-Senhora da Hora-Porto Trindade. Nel 1948 circolavano 15 coppie di treni giornalieri.

### Materiale rotabile
La linea venne esercita con trazione a vapore fino alla fine per quanto riguarda i treni merci; fanno eccezione i servizi passeggeri svolti con automotrici della serie CP 9300.